# Dick Smothers
Richard Remick Smothers, detto Dick (New York, 20 novembre 1939), è un attore, comico, compositore, e musicista statunitense.
Suo padre, prigioniero di guerra morì quando aveva 6 anni.
Smothers è noto per le commedie teatrali in cui recita al fianco del fratello Tom. Tom interpreta l'uomo noioso, mentre Dick è la sua controparte simpatica e furba.
I fratelli si diplomarono alla Redondo Union High School di Redondo Beach, a Los Angeles, e si laurearono alla San José State University della California.
A partire dagli anni sessanta, i fratelli lavorarono a numerosi programmi televisivi, tra cui The Smothers Brothers Show (1965-66, una sit-com) e The Smothers Brothers Comedy Hour (1967-1969, un varietà televisivo).
Il ruolo per cui è più noto è probabilmente quello del senatore ospitato da Robert De Niro/Sam Rothstein in Casinò.
Si è sposato quattro volte: nel 1959 con Linda Miller da cui ha divorziato nel 1969; nel 1972 si risposarono nuovamente per poi divorziare nel 1982; nel 1986 ha sposato Lorraine Martin da cui ha divorziato nel 1994; dal 1997 al 2006 è stato sposato con Denby Franklin.
Il figlio di Dick Smothers, Dick Smothers Jr., è un attore pornografico.

## Filmografia parziale

### Cinema
- La corsa più pazza del mondo 2 (Speed Zone!), regia di Jim Drake (1989)
- Casinò (Casino), regia di Martin Scorsese (1995)

### Televisione
- La legge di Burke (Burke's Law) - serie TV, episodio 2x09 (1964)
- The Smothers Brothers Show - serie TV, 32 episodi (1965-1966)